# Iovan Iorgovan
Iovan Iorgovan  este un personaj din mitologia românească  similar cu Hercules. Legenda este prezentă pe valea Cernei. În legendă Iovan este numit "fiu de rămlean" adică "fiu de roman."
În variant românească hidra fuge de Iovan Iorgovan și se adăpostește în munți prin zona Closanilor. Acolo, sus pe Muntele Oslea, Iovan Iorgovan își încearcă paloșul pe o stâncă uriașă care se prabușeste și formează podul de la Ponoare.
În zona Cheilor Corcoaiei (cheile lui Hercule) are loc prima luptă unde eroul îi taie unul dintre cele cinci capete. Hidra străpunge muntele și fuge, lăsând în urma sa un traseu sinuos, straniile chei săpate în calcarele de pe valea Cernei, cu speranța că va ajunge prima să se scalde din nou în izvoare termale pentru a-și reface puterile. Iovan însă ajunge primul, se scaldă, prinde puteri și de fiecare dată îi mai taie hidrei câte un cap. Acțiunea se repetă până cînd hidra, rămasă doar cu două capete, fuge pe valea Cernei către Dunăre. Oamenii, pentru a-i mulțumi, au cioplit aici în munte, o imensă statuie care astazi poartă numele de "bustul lui Hercule".
În folclor Iovan Iorgovan a fost și un haiduc vestit și un vânător iscusit care a trăit probabil înainte de secolul al XVIII-lea, cel mai probabil în a doua jumătate a secolului al XVII-lea. Aproape toate peșterile importante din zona Munților Mehedinți și culoarul montan al Cernei, în special în jurul localităților Orșova, Baia de Aramă, Băile Herculane și Tismana, apar în folclorul local ca locuri de refugiu ale acestuia..
În volumul "Iorgovan - mit, legendă, baladă" (Casa Editorială Cuget, Simțire și Credință, București, 1995), scris de Enache Nedela și Mihai Floarea, sunt adunate 43 de variante ale baladei populare dedicate acestui erou mitic purtând nume de floare primăvăratică ("Iorgovan" este înrudit cu persanul "erguan" - liliac, care la rândul său a avut ca etimon nostratic *orgo-, *ergo-). Autorii comentează, de asemenea, simbolurile acestei unice creații folclorice: pădurea - simbol al lumii imaginare, fetele - simbol al gintei latine, somnul - simbol al uitării, al pierderii identității, cucul - simbol al indiferenței, șarpele - simbol al opresiunii, musca golumbacă - simbol al perpetuării și multiplicării răului, darurile - mreana și fuiorul de aur etc. 